# 의령 성황리 소나무
의령 성황리 소나무는 대한민국 경상남도 의령군 정곡면 성황리에 있는 소나무이다. 대한민국의 천연기념물 제359호로 지정되어 있다.
의령 성황리 소나무는 마을 뒷산의 경사면에서 자라고 있으며, 나무의 나이는 300년 정도로 추정하고 있다. 높이 13.5m, 둘레 4.8m의 크기로 1∼2.7m 높이에서 가지가 4개로 갈라져 옆으로 넓게 퍼졌으나, 그 가운데 하나는 죽어버렸다.

## 유래
의령 성황리 소나무에 대한 유래는 알려져 있지 않으나, 북편으로 의령남씨 묘소가 있고, 마을 앞 산기슭에는 의령남씨의 사당이 있어 이와 어떤 관련이 있을 것이라고 추정한다.

## 평가
의령 성황리 소나무는 마을을 지켜주고 보호하는 오래된 서낭나무로서 민속적 자료로서의 가치가 있으며 생물학적 자료로서의 가치도 크므로 천연기념물로 지정하여 보호하고 있다.